# Herthaburg

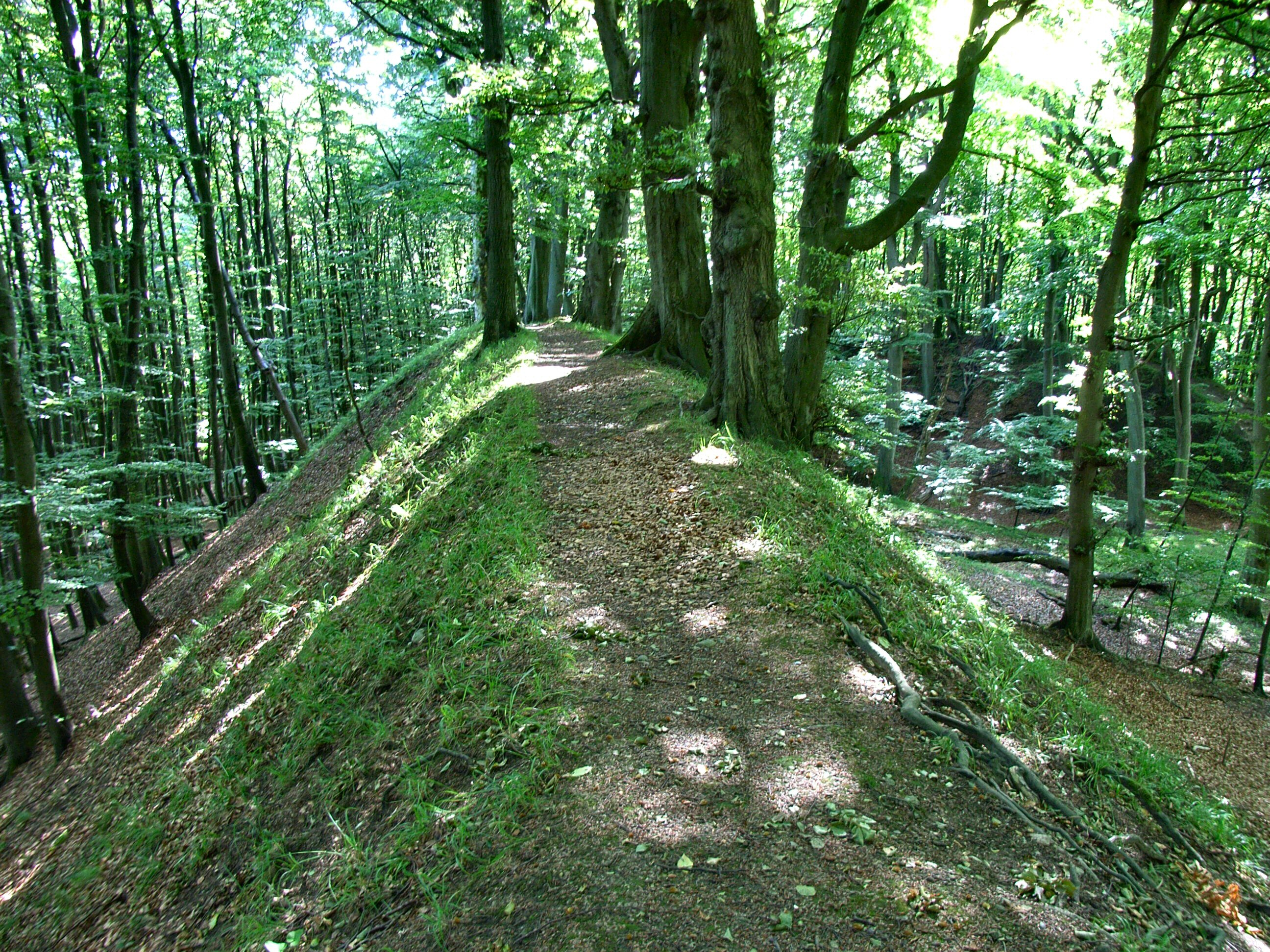
Nordwall der Herthaburg

Herthaburg Stubnitz Plan 1872

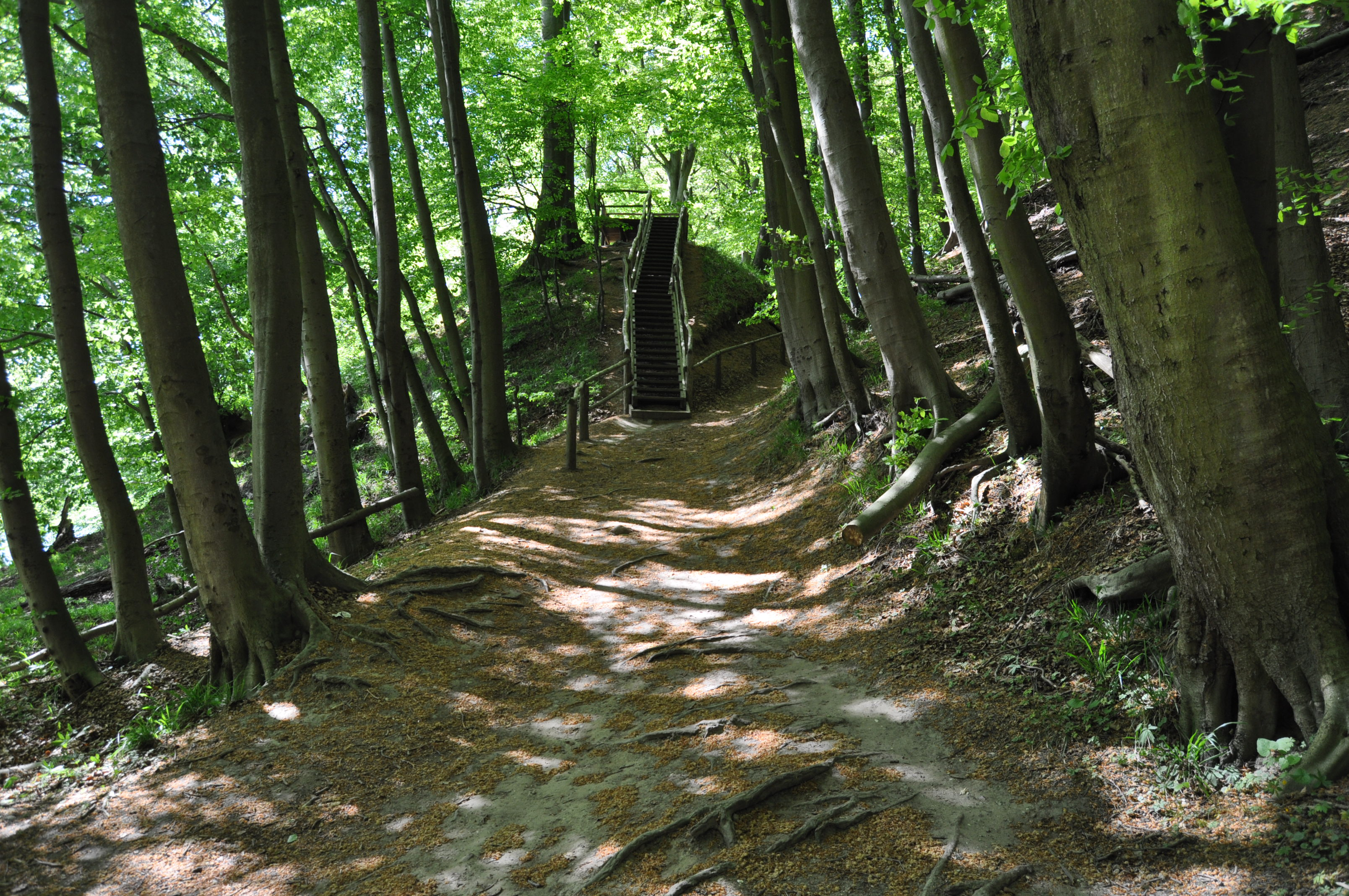
Zugang zur Herthaburg Stubnitz

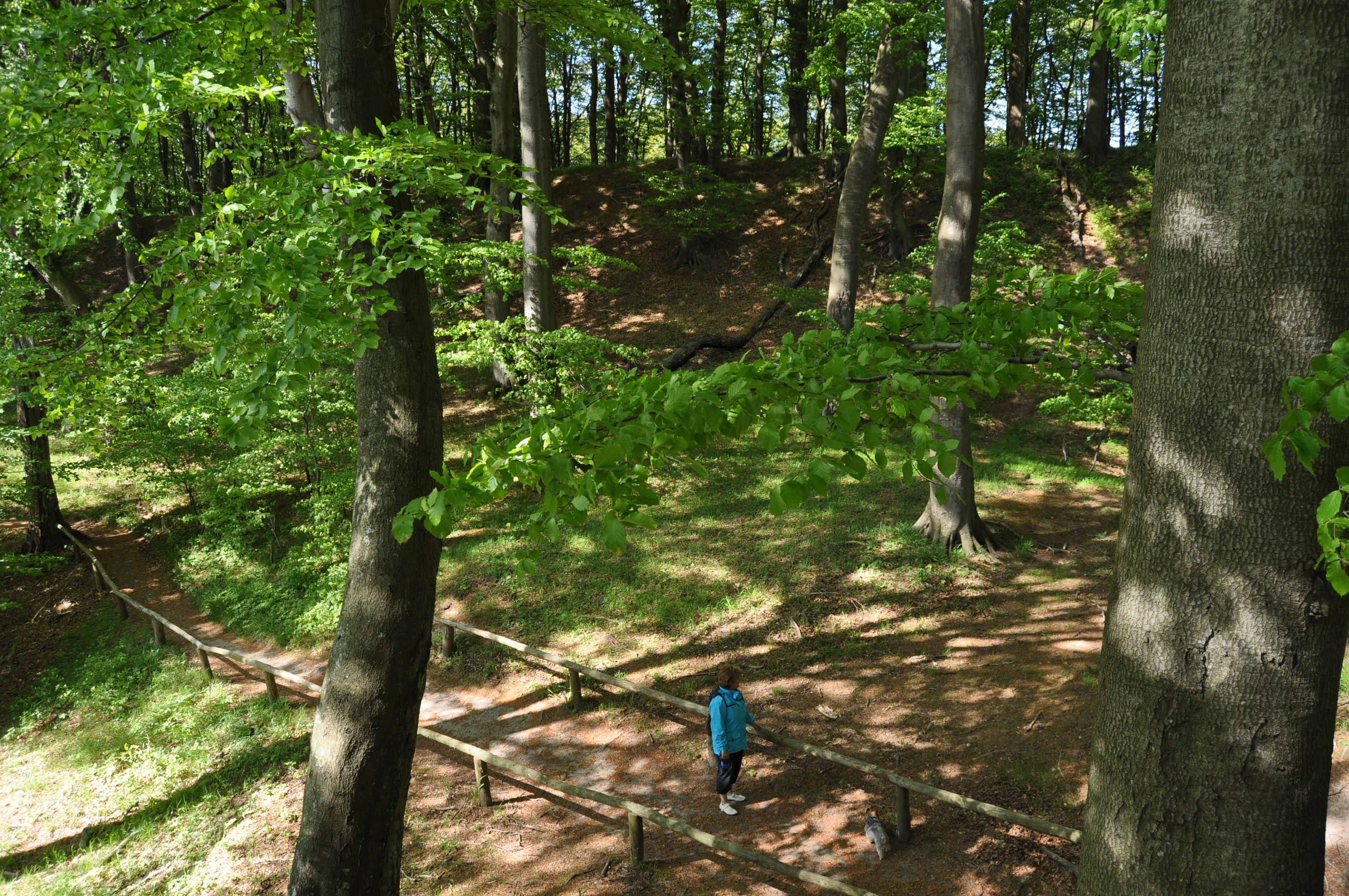
Herthaburg Burginnenraum

Die Herthaburg nahe der Stubbenkammer im Nationalpark Jasmund auf der Insel Rügen ist eine Wallburg aus der Zeit der slawischen Besiedlung Rügens vom 8. bis zum 12. Jahrhundert. Die Anlage wurde auf einem vorhandenen Höhenrücken am nordöstlichen Ufer des Herthasees in der Stubnitz errichtet. Die von dem Wall und dem Ufer des Sees eingeschlossene Fläche ist ca. 120 × 60 m groß und die Breite der gesamten Wallanlage beträgt über 180 m. Von außen ist der Wall im nordöstlichen Bereich maximal 17 m hoch, von innen aber nur 8 m. Die Oberkante des Walls liegt 136 m ü. NN. Die offene Südseite der Anlage grenzt an den Herthasee, über den wahrscheinlich zu damaliger Zeit auch der Zugang zur Burg über eine Brücke erfolgte; der heutige Zugang zum Burginneren ist erst später entstanden. Nach Nordosten schließt sich der Wall einer früheren Vorburg an, den man vom Weg zum Königsstuhl aus deutlich erkennt.
Bei Ausgrabungen konnte festgestellt werden, dass in der Kulturschicht aus der Slawenzeit zumindest stellenweise ein Steinpflaster vorhanden ist und durch die archäologische Auswertung von Keramikscherben, die in dieser Schicht gefunden wurden, konnte die Nutzung der Burg zumindest auf das 10. bis 11. Jahrhundert datiert werden.

## Sagen
So, wie der angrenzende Herthasee, ist auch die Herthaburg und ihr Umfeld mit verschiedenen Sagen verknüpft.
Um Herthaburg, Herthasee und Herthabuche ranken sich auf Rügen viele Sagen. Hertha soll eine germanische Göttin gewesen sein, die auf der gleichnamigen Burg wohnte und im See badete. Die beim Bad anwesende Dienerschaft wurde getötet, damit sie nichts von der Zeremonie verraten konnten. Deren Geister versammeln sich oft noch heute am Ufer. Der See war wohl Kultstätte sowohl der germanischen Rugier als auch der wendischen Ranen. Unweit des Seeufers besteht auch ein sogenannter Opferstein. Es wird vermutet, dass die Kultstätte der germanischen Göttin Nerthus gewidmet war.
Diese entstanden zumeist in der Zeit der Romantik am Ende des 18. Jahrhunderts und in der ersten Hälfte des 19. Jahrhunderts. Dies war auch die Zeit, in der sich zaghaft der Tourismus auf Rügen zu entwickeln begann. Zum Beispiel wollten schon die Kurgäste der von 1795 bis 1806 betriebenen „Brunnen-, Bade- und Vergnügungsanstalt“ in Sagard auf ihren Wanderungen durch die Wälder der Stubnitz entsprechend unterhalten werden. Die Betreiber dieser ersten Kureinrichtung auf Rügen, die Brüder Heinrich Christoph und Moritz von Willich, ließen Wege und Ufertreppen in dem bis dahin fast unerschlossenen Gebiet anlegen und auch die Gastwirte des Gasthofes am  Königsstuhl, der 1835 erbaut worden war, hatten ein Interesse an zusätzlichen „Sehenswürdigkeiten“. So wurde in der Nähe der Herthaburg am Weg zum Königsstuhl der Sagenstein arrangiert, an dem benachbarten sogenannten Opferstein eine Trogmühle als „Blutauffangschale“ platziert und auch für eine besonders große alte Buche am Wegesrand, die Herthabuche, deren abgestorbener Stamm heute noch steht, fand sich eine Sage (siehe Weblinks). Der Opferstein wurde von Theodor Fontane in seinem Roman Effi Briest erwähnt.

Die Sagenwelt um die Herthaburg
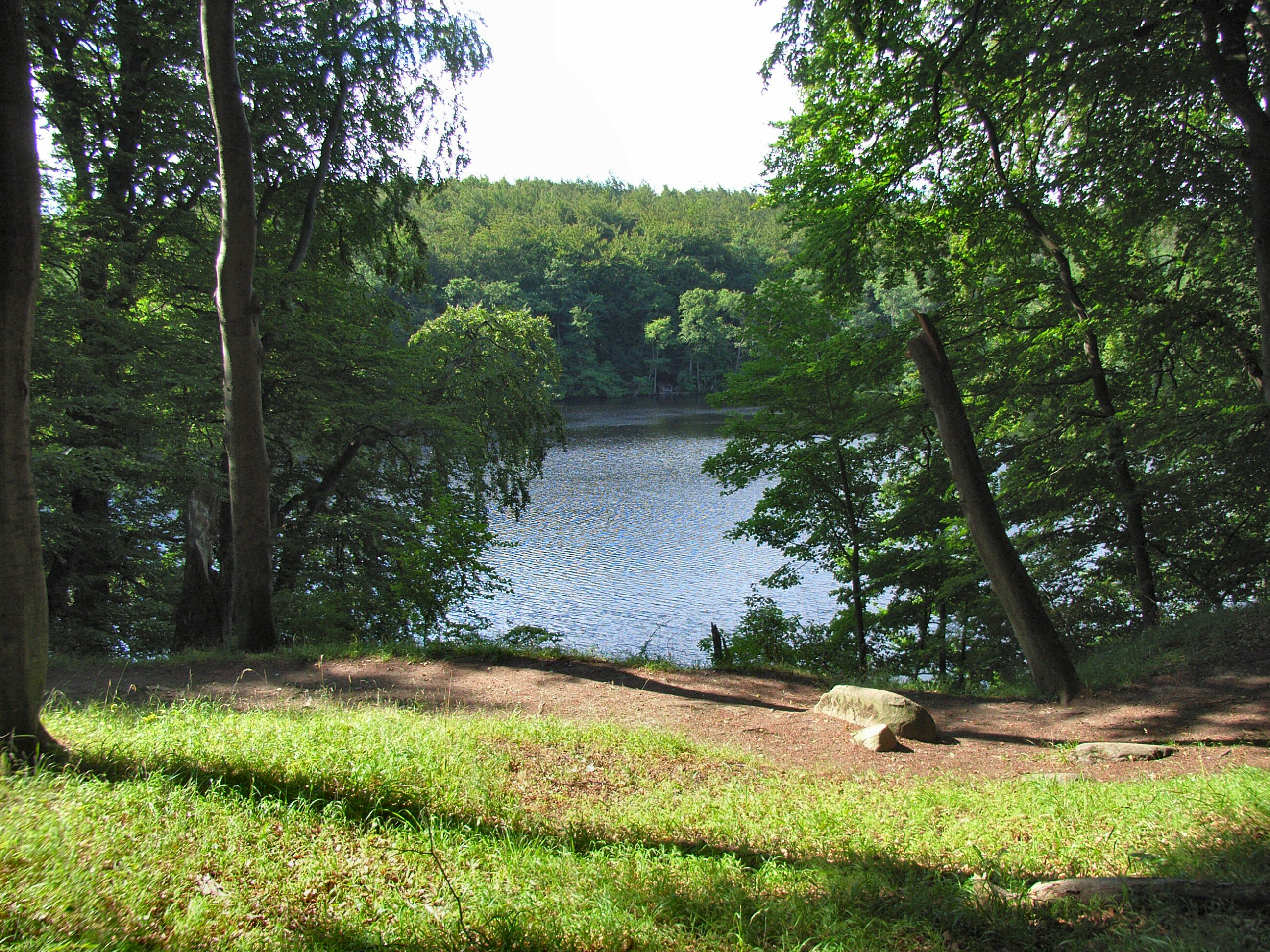
Blick aus der Herthaburg heraus über den Herthasee
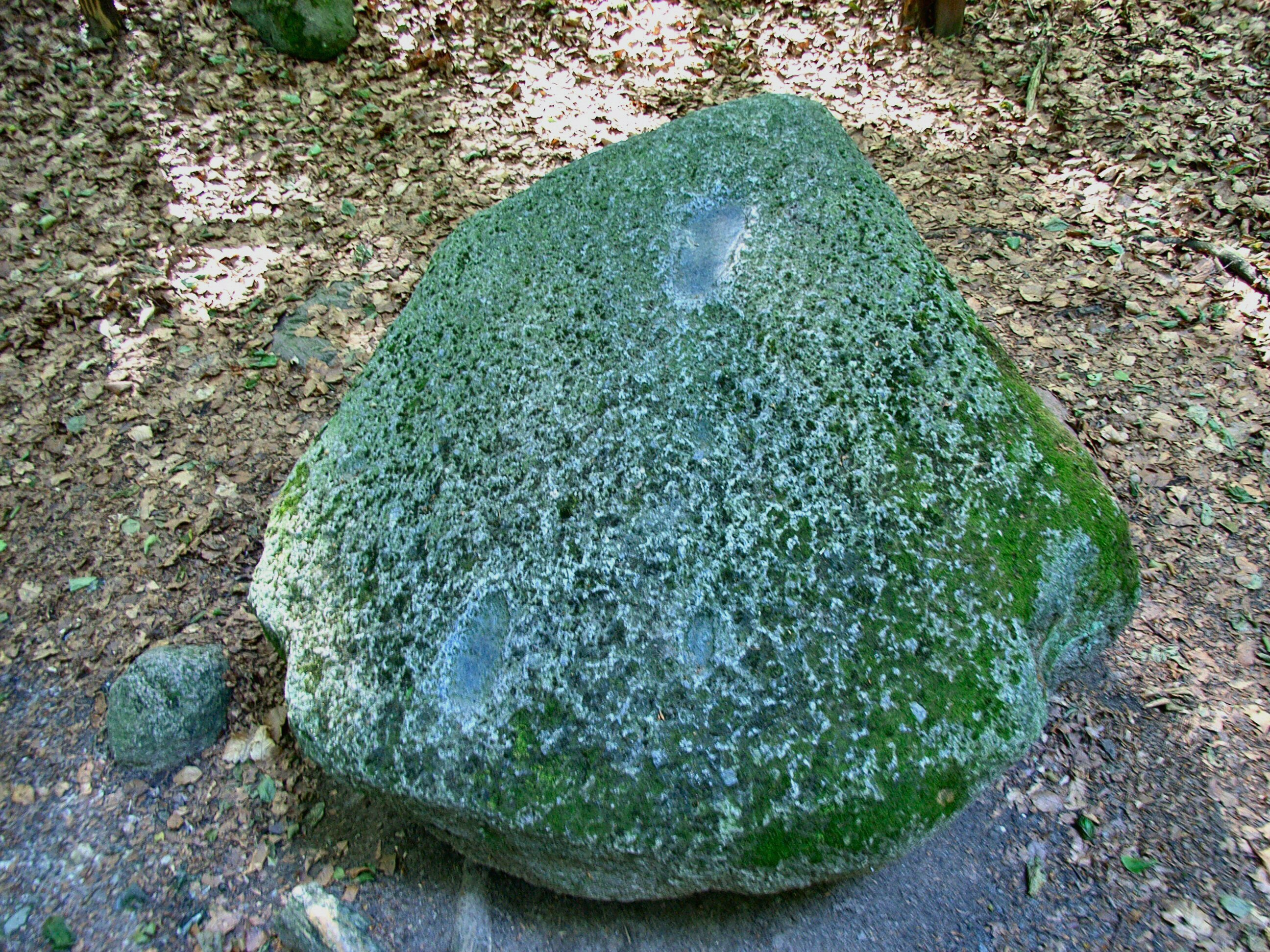
Der Sagenstein mit den „Fußspuren“ der Jungfrauenprüfung
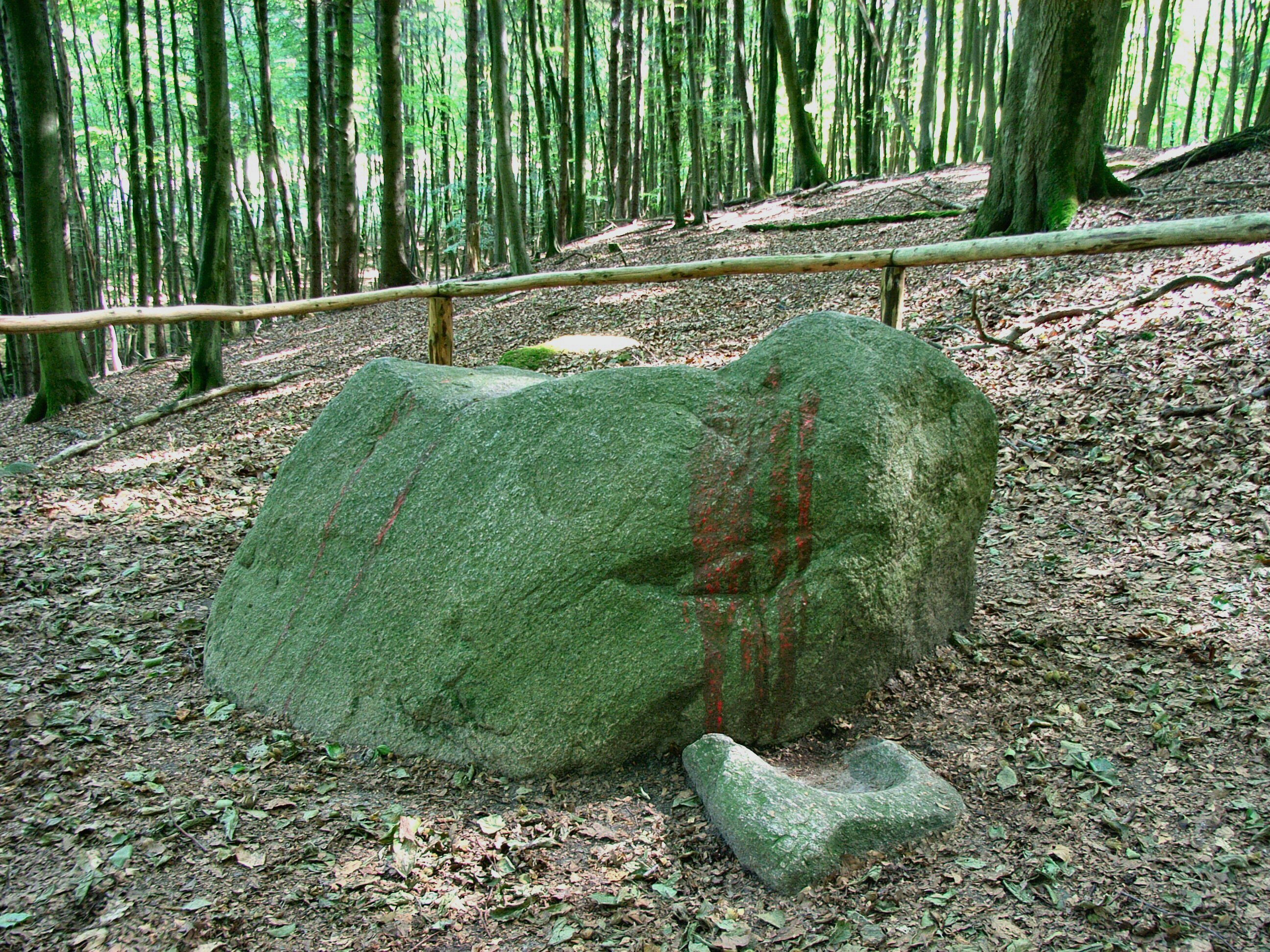
Der sogenannte „Opferstein“ wird über Jahrzehnte hinweg immer wieder mit roter Farbe beschmiert, um die Szenerie authentischer wirken zu lassen.
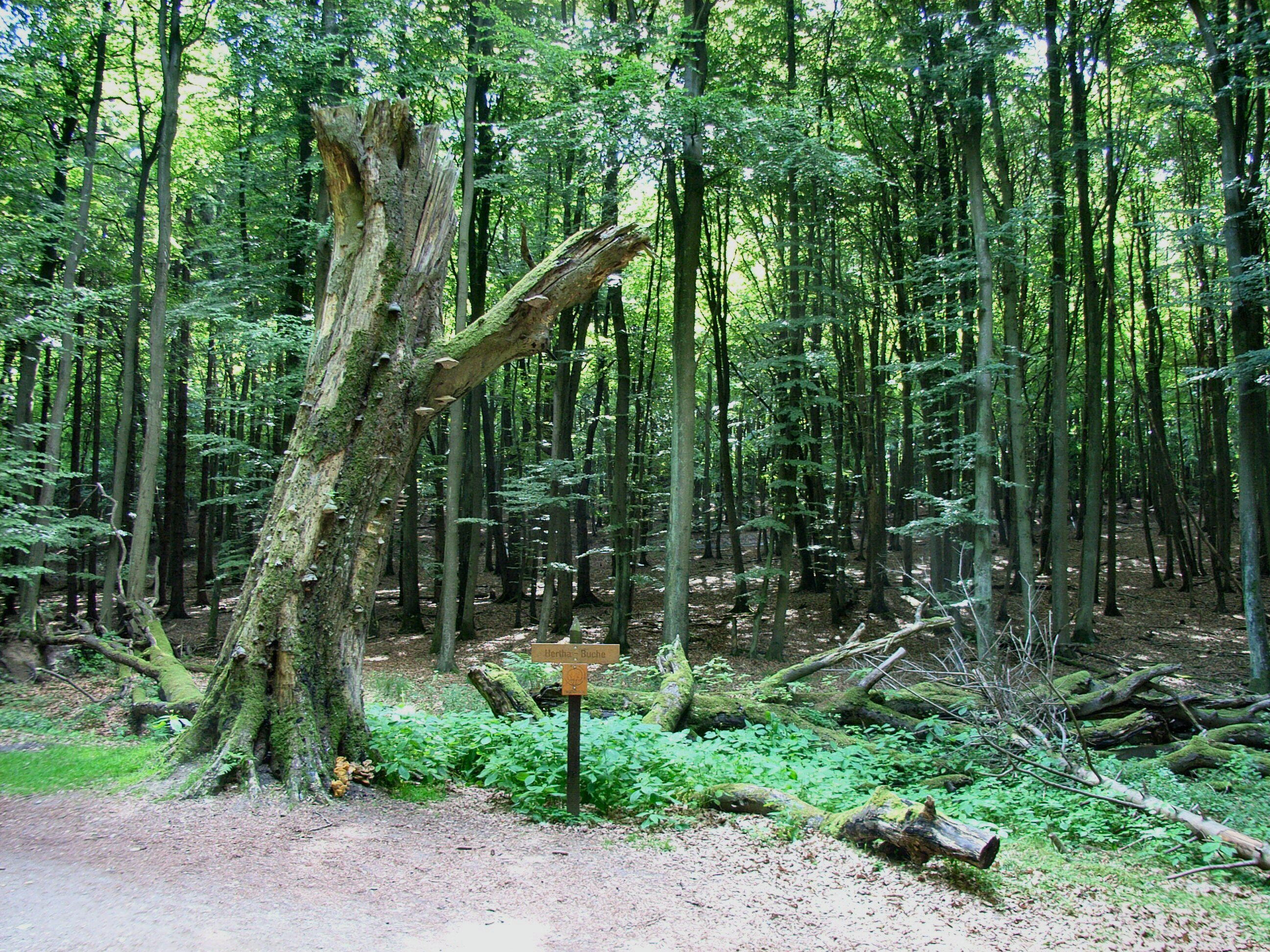
Die Überreste der sagenumwobenen Herthabuche
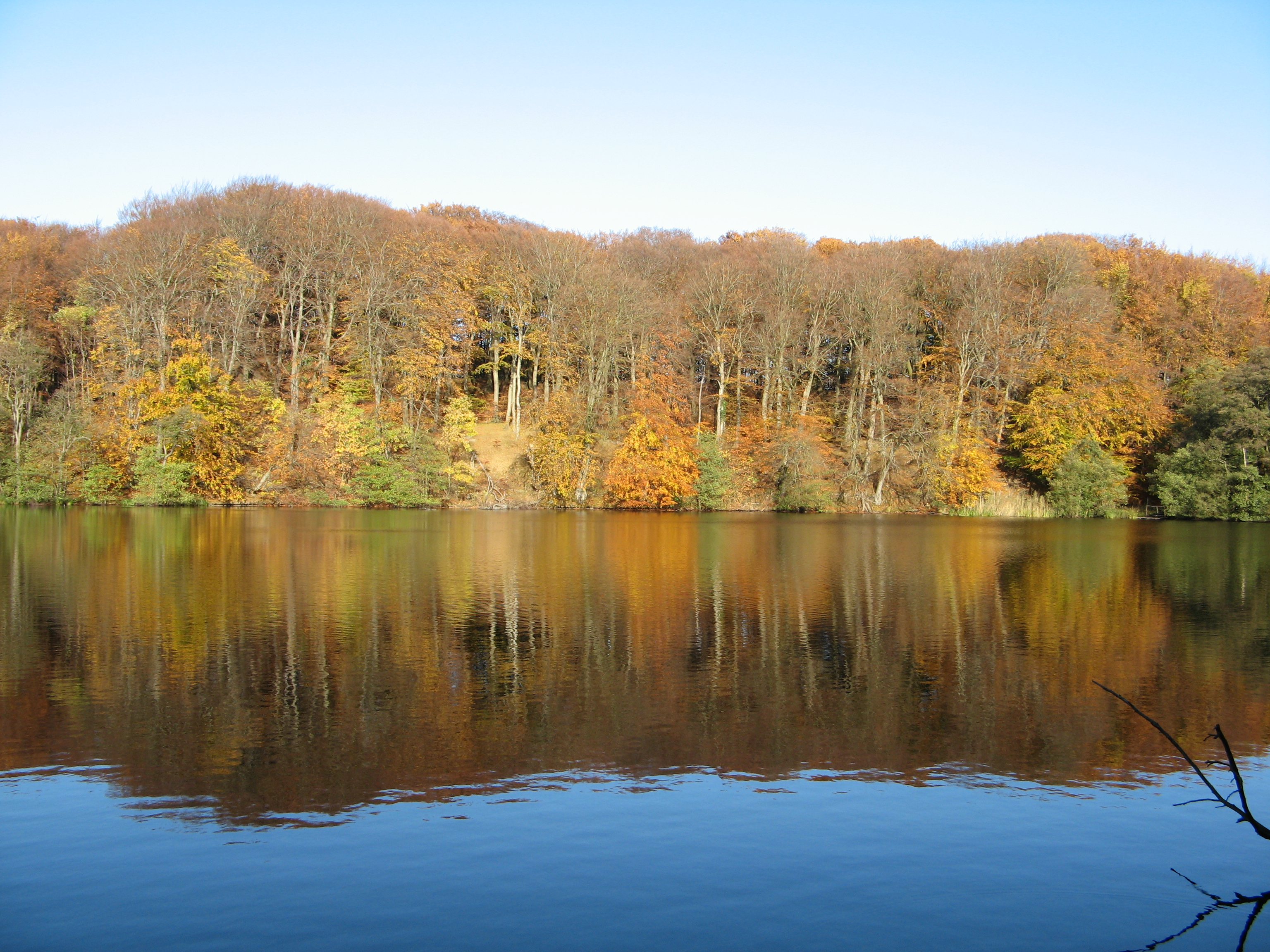
Herthasee und Herthaburg (im Wald), von Süden aus gesehen